# Pyramid (album)
Pour les articles homonymes, voir Pyramide (homonymie).
Albums de The Alan Parsons Project
I Robot
(1977) Eve
(1979)
Singles
1. What Goes Up
Sortie : 1978
2. Pyramania
Sortie : 1978
3. Hyper-Gamma Spaces
Sortie : 1978

Pyramid (stylisé comme Pyr△mid) est le troisième album du groupe rock progressif The Alan Parsons Project. Il est sorti le 1er juin 1978 sur le label Arista et a été produit par Alan Parsons.

## Historique
Cet album a été enregistré entre septembre 1977 et février 1978 dans les studios Abbey Road de Londres. Il s'agit d'un album concept centré sur les pyramides de Gizeh. Au moment où l'album a été conçu, l'intérêt pour le pouvoir pyramidal et Toutankhamon était répandu aux États-Unis et au Royaume-Uni. Pyramid a été nommé pour le Grammy Award 1978 de la meilleure conception technique d'album, hors musique classique (Grammy Award for Best Engineered Album, Non-Classical). Les notes de l'album spécifient que, « de la naissance et de la chute d'une ancienne dynastie, à la recherche d'une clé pour percer les secrets de l'univers, cet album cherche à amplifier les échos obsédants du passé et à explorer les mystères non résolus du présent... le dernier émerveillement encore intact du monde antique ».
L'album se moque également de la New wave, un genre qui émerge alors en Grande-Bretagne au moment de l'enregistrement de l'album. Beaucoup de musiciens et de groupes rock progressif et soft-rock ont intégré ce style dans leurs albums pendant la période allant de la fin de 1977 à 1979. Dans cet album, le genre est légèrement évident, par le rythme, dans des chansons telles que Can't Take it With You et plus dans d'autres titres tels que Pyramania.
Il se classe à la vingt-sixième place du Billboard 200 aux États-Unis et seulement à la quarante-neuvième place des palmarès britanniques, mais c'est en Allemagne qu'il obtient son plus grand succès en restant entre le 15 juin 1978 et le 8 décembre 1980, cent quinze semaines dans les classements, atteignant la troisième place.

## Liste des titres
- Tous les titres sont signés par Alan Parsons et Eric Woolfson

Face 1
| No | Titre                     | chant                   | Durée |
| -- | ------------------------- | ----------------------- | ----- |
| 1. | Voyager                   | titre instrumental      | 2:15  |
| 2. | What Goes Up              | David Paton & Dean Ford | 3:56  |
| 3. | The Eagle Will Rise Again | Colin Blunstone         | 4:03  |
| 4. | One More River            | Lenny Zakatek           | 4:16  |
| 5. | Can't Take It with You    | Dean Ford               | 5:02  |

Face 2
| No | Titre                  | chant              | Durée |
| -- | ---------------------- | ------------------ | ----- |
| 6. | In the Lap of the Gods | titre instrumental | 5:29  |
| 7. | Pyramania              | Jack Harris        | 2:43  |
| 8. | Hyper-Gamma-Spaces     | titre instrumental | 4:20  |
| 9. | Shadow of a Lonely Man | John Miles         | 5:34  |

Titres bonus de la réédition remastérisée de 2008
1. Voyager/What Goes Up/The Eagle Will Rise Again (version instrumentale) - 8:55
2. What Goes Up/Little Voice (démo première version) - 4:07
3. Can't Take It With You (démo première version) - 1:45
4. Hyper-Gamma-Spaces(démo) - 2:21
5. The Eagle Will Rise Again (version alternative- piste accompagnatrice) - 3:20
6. In the Lap of the Gods (Partie I – démo) - 3:14
7. In the Lap of the Gods (Partie II – piste accompagnatrice - mix primaire) - 1:56

## Musiciens et équipe technique

### Musiciens
- Alan Parsons : claviers, guitare acoustique, chœurs
- Eric Woolfson : claviers, Mellotron, chœurs
- Duncan Mackay : claviers, synthétiseurs
- Ian Bairnson : guitares acoustique et électrique
- David Paton : basse, guitare acoustique, chœurs
- Stuart Elliott : batterie, percussions
- Andrew Powell: autoharpe
- Phil Kenzie : saxophone solo sur One More River
- John Leach : kantele sur Voyager, Cymbalum sur In the Lap of Gods
- Dean Ford, Colin Blunstone, Lenny Zakatek, John Miles, Jack Harris, David Paton : chant
- The English Chorale : chœurs

### Technique
- Alan Parsons : ingénieur du son
- Eric Woolfson : producteur exécutif
- Andrew Powell : arrangements pour l'orchestre et les chœurs, direction de l'orchestre
- Bob Howes : direction des chœurs
- Hipgnosis : conception de la pochette

## Charts et certifications

### Album
| Pays             | Durée du classement | Meilleur classement |
| ---------------- | ------------------- | ------------------- |
| Allemagne        | 115 semaines        | 3e                  |
| Autriche         | 20 semaines         | 17e                 |
| Canada           | 14 semaines         | 25e                 |
| États-Unis       | 25 semaines         | 26e                 |
| Norvège          | 6 semaines          | 13e                 |
| Nouvelle-Zélande | 24 semaines         | 4e                  |
| Pays-Bas         | 6 semaines          | 23e                 |
| Royaume-Uni      | 4 semaines          | 49e                 |
| Suède            | 4 semaines          | 22e                 |

| Pays             | Certification | Ventes    | Date             |
| ---------------- | ------------- | --------- | ---------------- |
| Allemagne        | Platine       | 500 000 + | 1979             |
| Canada           | 2 × Platine   | 200 000 + | 1er octobre 1979 |
| États-Unis       | Or            | 500 000 + | 24 juillet 1978  |
| Nouvelle-Zélande | Or            | 7 500 +   | 15 octobre 1978  |

### Single
| Single       | Chart   | Durée du classement | Position | Date              |
| ------------ | ------- | ------------------- | -------- | ----------------- |
| What Goes Up | Hot 100 | 3 semaines          | 87e      | 30 septembre 1978 |

## Sources
- (en) Cet article est partiellement ou en totalité issu de l’article de Wikipédia en anglais intitulé « Pyramid (album) » (voir la liste des auteurs).